# Pinacle (géologie)
Pour les articles homonymes, voir Pinacle.

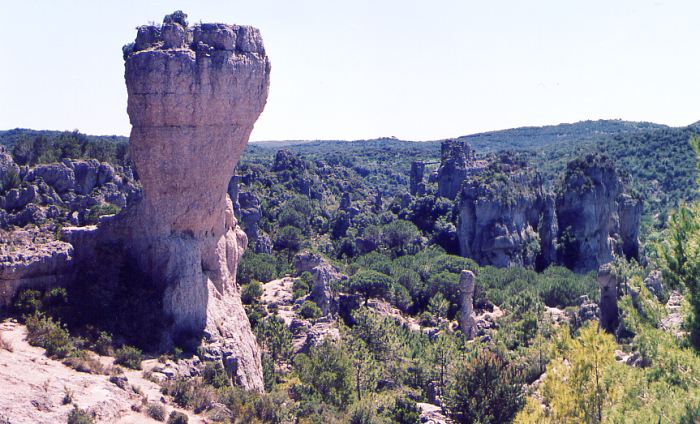
Le Sphynx, pinacle dolomitique dans le cirque de Mourèze (Hérault).

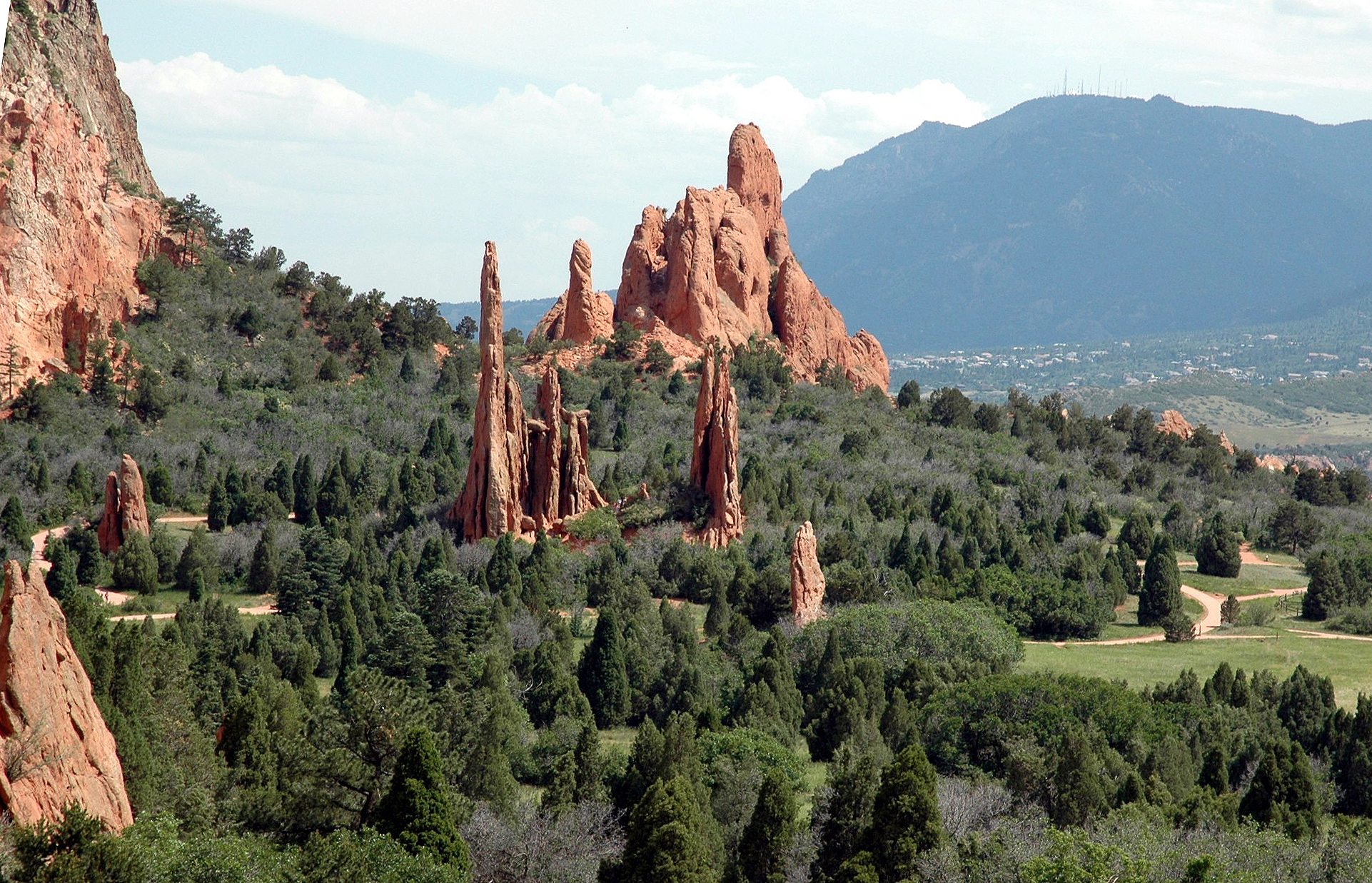
Les « tours de cathédrale » dans le Garden of the Gods sont des pinacles en grès rouge. On peut observer l'influence des diaclases ou des strates verticales sur le travail de l'érosion.

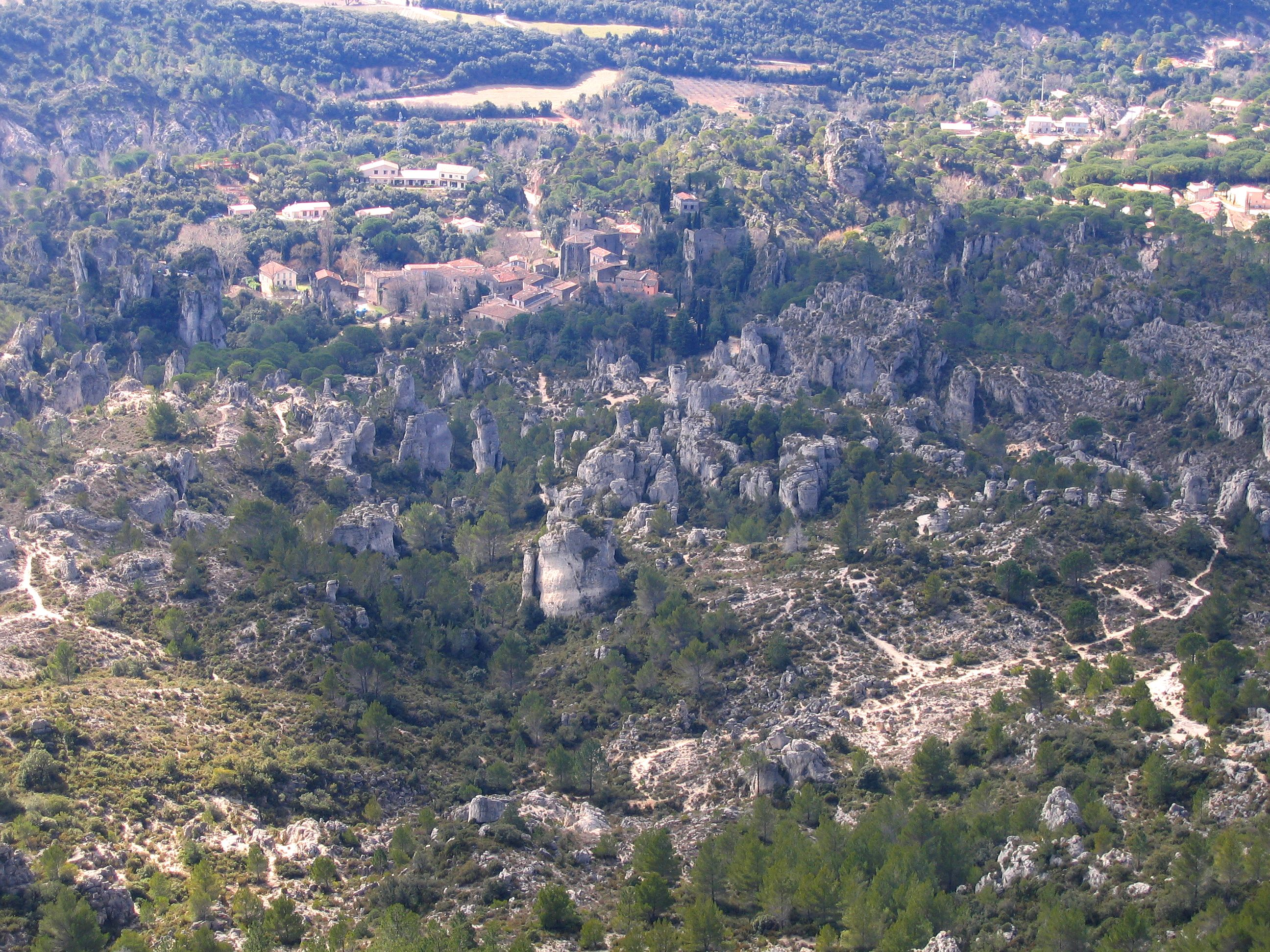
L'érosion différentielle a sculpté un champ de pinacles, vu du fond du cirque de Mourèze.

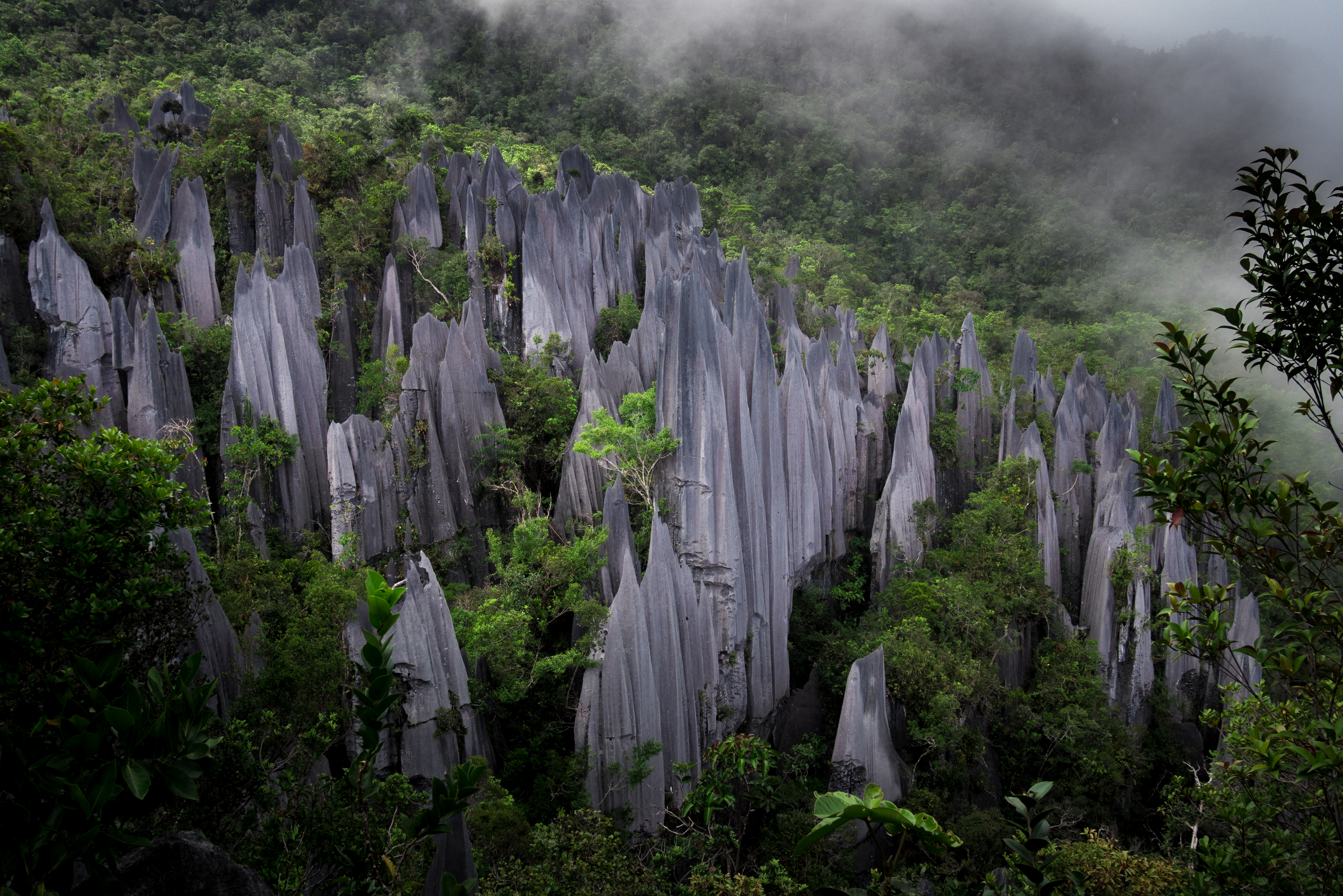
Les pinacles calcaires dans le parc national du Gunung Mulu peuvent atteindre 45 m de hauteur.

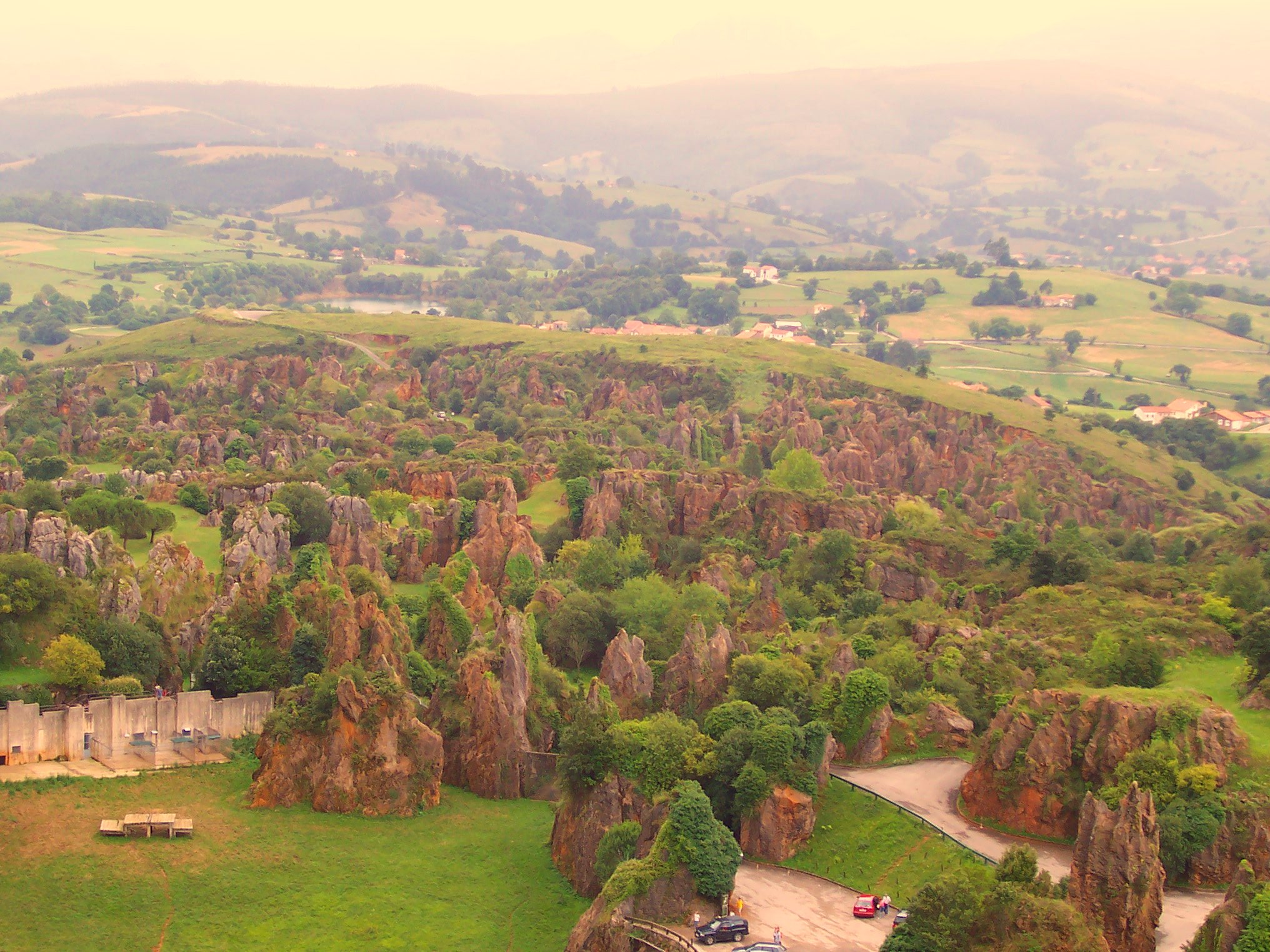
Pitons karstiques du parc de la nature de Cabárceno.

En géologie et géomorphologie, un pinacle est une tour naturelle ou une aiguille surmontant un relief, dominant un plateau, une pente, ou émergeant de la mer. 
Les pinacles donnent des reliefs qui surprennent par leurs arrangements et leurs formes (typiquement les champignons de pierre) qui ont fécondé l'imaginaire populaire, d'où leurs microtoponymes et leur association à des légendes locales,.

## Formation des pinacles
La formation des pinacles a des origines diverses selon les sites et les minéraux qui les composent : granit, grès, calcaire, tuf...

## Exemples de pinacles
- les falaises d'argile d'Omarama d'Otago sur l'Île du Sud en Nouvelle-Zélande
- les cheminées de fées en tuf du parc national de Göreme en Cappadoce (Turquie) ;
- la Barbarine (en) sur le côté sud de la colline de Pfaffenstein (en) près de Königstein en Allemagne ;
- les tours de Vajolet dans les Dolomites en Italie ;
- le Cerro Torre en Patagonie (Argentine/Chili) ;
- l'Independence Monument au Colorado (USA) ;
- le cirque de Mourèze dans l'Hérault en France avec ses nombreux pinacles calcaires ;
- les pinacles de Famourou et le pinacle de grès dans le Champsaur à Saint-Michel-de-Chaillol (Hautes-Alpes) ;
- les Aiguilles de Bavella et les rochers de porphyre des Calanques de Piana en Corse ;
- les Aiguilles de Chamonix dans le massif du Mont-Blanc en Haute-Savoie.

Le terme « pinacle » se retrouve ainsi dans de nombreux toponymes.